# Sprawa Leona Hałasa
Sprawa Leona Hałasa – postępowanie karne, które toczyło się w Poznaniu w okresie międzywojennym, budząc zainteresowanie mediów ogólnopolskich.
12 września 1931 robotnicy przetaczający ciężkie bele papieru spowodowali przypadkowe obsunięcie się części płyt chodnikowych przy ul. Półwiejskiej 20 w Poznaniu. Odkryta w ten sposób część piwnicy (wnęka) skrywała ustawione pionowo zwłoki ludzkie (szkielet). Odkrycie to rozeszło się bardzo szybko po mieście, ściągając na Półwiejską kilkusetosobowy tłum. Na podstawie kwitu bankowego znalezionego przy zwłokach ustalono tożsamość osoby - był to Józef Jankowiak, szesnastoletni pracownik (goniec) Banku Mieszczańskiego.
W trakcie czynności procesowych ustalono, że zabójcą był 32-letni zecer Leon Hałas, mąż Franciszki Jankowiak, której bratem był zamordowany Józef Jankowiak. Leon Hałas zamordował Jankowiaka z przyczyn finansowych, wiedząc, że ten transportuje w określone dni z banku duże sumy gotówki. 9 lipca 1923 Hałas zwabił Jankowiaka do jednej z piwnic przy ul. Półwiejskiej, wiedząc, że ten ma przy sobie pieniądze (12 milionów marek polskich na wypłaty w jednym z poznańskich przedsiębiorstw). Pretekstem była możliwość zarobienia dzięki ściągnięciu platyny z bezpieczników w tej piwnicy. Inne źródła mówią o tym, że Jankowiak miał pomóc Hałasowi w rąbaniu drewna w piwnicy. W sprawę zamieszany był także restaurator działający w pobliżu miejsca morderstwa, który pomógł upić ofiarę w swojej restauracji; był także jeszcze jeden wspólnik. Hałas zabił Jankowiaka młotkiem (lub siekierą), a zwłoki ukrył we wnęce, którą zakrył zamówionymi wcześniej deskami, poczernionymi węglem. Pieniądze ukrył w restauracji naprzeciw kasyna wojskowego przy ul. Bukowskiej. Matka zamordowanego i przyszła teściowa Hałasa mieszkała przy tej samej ulicy pod nr 31. Według jej zeznań pewnego wieczora Leon Hałas przyszedł do jej domu z zakrwawionym rękawem, lecz tłumaczył to krwotokiem z nosa.
Wkrótce ożenił się Franiszką Jankowiak i wyposażył wspólne mieszkanie. Choć jego poczynania wzbudzały podejrzenia policji, to jednak nie można było udowodnić mu zbrodni. Po ślubie Hałas wysłał w imieniu zamordowanego list ze stacji granicznej Zbąszyń o treści: Nie szukajcie mnie. Wyjechałem za granicę. To ostatecznie zamknęło śledztwo. Po kilku latach urodziły się dzieci, pieniądze się skończyły i rodzina wyjechała (1926) do francuskiego Bourg-en-Bresse koło Lyonu, gdzie Hałas dał się poznać jako wzorowy pracownik drukarni (niektóre źródła mówią o fabryce drutu) i ojciec. Po znalezieniu zwłok wystąpiono o ekstradycję Hałasa do władz francuskich. 13 lutego 1932 przekroczył on granicę w Zbąszyniu, by 2 kwietnia tego samego roku stanąć przed Sądem Okręgowym w Poznaniu. Oskarżycielem był podprokurator Mieczysław Hrabyk. Hałas przyznał się do winy, a zabójstwo tłumaczył miłością do żony. Mimo wniosku o karę śmierci skazano go na 10 lat ciężkiego więzienia. 27 lipca 1932, po rozprawie apelacyjnej (wniosek obu stron), zmieniono klasyfikację czynu z zabójstwa bez zastanowienia na zabójstwo z premedytacją. Zasądzono karę śmierci przez powieszenie. Po kolejnej apelacji (z marca 1933) karę tę zamieniono na dożywocie i utratę praw obywatelskich na zawsze. Sąd Najwyższy potwierdził ten wyrok w dniu 30 sierpnia 1933.
Po dwóch latach odbywania kary więzienia, osadzony wystąpił z wnioskiem o pracę.
Na podstawie tej kryminalnej historii powstała kilkuczęściowa powieść Hałas i jego spólnicy, publikowana w gazecie "Goniec Wielkopolski".